# Ixodes eadsi
Ixodes eadsi är en fästingart som beskrevs av Glen M. Kohls och Clifford 1964. Ixodes eadsi ingår i släktet Ixodes och familjen hårda fästingar. Inga underarter finns listade i Catalogue of Life.